# Patrick Martet
Patrick Martet est un footballeur français né le 29 avril 1955 à Paris.

## Biographie
Ce joueur évolue comme avant-centre dans les années 1980. 
Il joue surtout en Division 2, où il s'avère être un buteur très efficace. Son bilan dans ce championnat s'élève à 321 matchs joués, pour 162 buts marqués.
Le 29 novembre 1980, il inscrit avec le Stade brestois un quadruplé en Division 2, lors d'un match contre Montmorillon. Il inscrit un second quadruplé le 10 avril 1982, avec Le Havre, lors d'une rencontre face au RC Franc-Comtois.
Il réalise sa meilleure performance lors des saisons 1978-1979 et 1987-1988, où il inscrit 26 buts, ce qui fait de lui, à deux reprises, le meilleur buteur du championnat.
Il a une courte expérience parmi l'élite lors de la saison 1979-1980 avec le Stade brestois.

## Carrière de joueur
- 1977-1978 :  AS Poissy
- 1978-1981 :  Stade brestois
- 1981-1984 :  Le Havre AC
- 1984-1986 :  Stade quimpérois
- 1986-1987 :  AS Beauvais
- 1987-1988 :  FC Rouen
- 1988-1989 :  Le Havre AC
- 1989-1991 :  AS Beauvais
- 1991-1992 :  Stade quimpérois

## Palmarès

### En club
- Champion de France de D2 en 1981 avec le Stade brestois
- Vice-champion de France de D2 en 1979 avec le Stade brestois

### Distinctions individuelles
- Meilleur buteur de Division 2 en 1979 (26 buts) avec le Stade brestois et en 1988 (26 buts) avec le FC Rouen

### EnÉquipe de France
- International Amateurs, Militaires et Espoirs

### Statistiques
- 10 matches en Division 1
- 321 matches et 162 buts marqués en Division 2